# Héctor Javier Velazco
Héctor Javier Velazco (ur. 20 maja 1973 w Avellanedzie) – argentyński bokser, były mistrz świata WBO w wadze średniej.

## Kariera zawodowa
Jako zawodowiec zadebiutował 7 września 1996 roku, nokautując w 3 rundzie Jose Marię Escobara. Do końca 2002 roku stoczył kolejne 30 walk, z których wygrał 27, 2 przegrał i 1 zremisował, zdobywając tytuły: WBO Latino i WBC Continental Americas w wadze średniej.
10 maja 2003 roku zdobył tymczasowe mistrzostwo świata WBO w wadze średniej. Pokonał przez poddanie w 8 rundzie, Węgra Andrása Gálfiego. Po zdobyciu tytułu, Velazco został pełnoprawnym mistrzem, gdy Harry Simon został pozbawiony tytułu za spowodowanie wypadku, w którym odniósł poważne obrażenia, a trzy osoby zginęły.
Tytuł utracił 13 września 2003 roku, kiedy to przegrał niejednogłośnie na punkty z Felixem Sturmem. Pierwotnie rywalem Argentyńczyka miał być Niemiec Bert Schenk, ale zrezygnował z powodu kontuzji.
19 czerwca 2004 roku przegrał przez techniczny nokaut z rodakiem Mario Carrerą, a niecały rok później znokautował go w 5 rundzie Arthur Abraham. Po porażce z Abrahamem stoczył jeszcze 10 pojedynków, z których wygrał 6 i 4 przegrał, kończąc karierę po porażce z Braimahem Kamoko.